# Parinari curatellifolia
Парінарі курателлолиста, туту, мупунду, слива мобола (Parinari curatellifolia) — рослина роду парінарі (Parinari).

## Будова

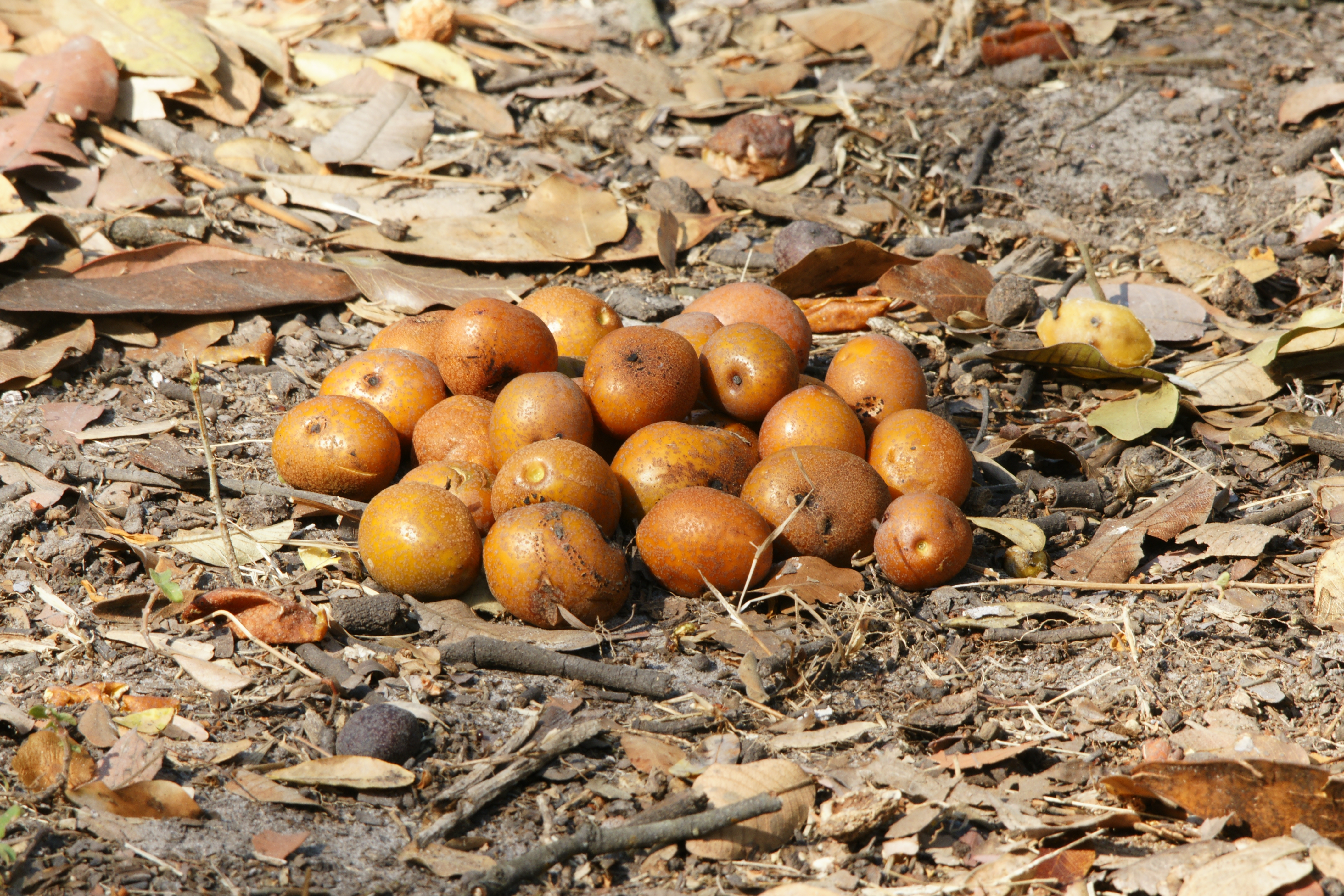
Фрукти дерева

Велике вічнозелене дерево 20 метрів висоти з одним стовбуром та густою грибоподібною кроною. Кора груба темно-сіра. Листя зелене шкірясте ззовні та запушене сіро-жовте знизу, овальне 3–8 × 2–4 см. Молоді паростки та листя також покриті волосинками. Квіти білі з солодким запахом. Червоно-оранжевий рябий овальний плід досягає розміру до 5 см.

## Життєвий цикл
Дерево має тривалий час цвітіння. Плоди зріють 9–10 місяців.

## Поширення та середовище існування
Росте у Південній Африці від Центральноафриканської республіки до Південно-Африканської Республіки. Зустрічається розсіяно у саванах та негустих лісах. Парінарі курателлолисту часто можна побачити серед сільськогосподарських полів.

## Практичне використання
Фрукти вживаються в їжу сирим або у вигляді каші. Має полуничний смак. Містить вітамін С. Сироп з парінарі курателлолистої має освіжаючий смак. Насіння також придатне до споживання, мають смак мигдалю. Розщеплені гілочки дерева використовують як зубну щітку.